# Norman Lockyer
Sir Joseph Norman Lockyer (Rugby, 17 maggio 1836 – Salcombe Regis, 16 agosto 1920) è stato uno scienziato e astronomo britannico.
Gli è attribuita, insieme allo scienziato francese Pierre Jules César Janssen, la scoperta dell'elio.

## Biografia
Dopo un normale percorso di studi, arricchito da viaggi in Svizzera e in Francia, lavorò per alcuni anni come funzionario civile nel War Office britannico.
Dopo il matrimonio con Winifred James si stabilì a Wimbledon, a sud di Londra. Appassionato astronomo dilettante con un particolare interesse nei confronti del sole, Lockyer divenne direttore dell'osservatorio solare di Kensington a Londra.
Negli anni sessanta dell'800 rimase affascinato dalla spettroscopia come metodo per determinare la composizione dei gas dei corpi celesti. Lockyer identificò una striscia gialla nello spettro del sole che la comunità scientifica di allora identificava come un elemento conosciuto alterato dalle particolari condizioni in cui si trovava. Lockyer invece ipotizzò la presenza nel sole di un elemento precedentemente ignoto, che chiamò "elio", dalla parola greca Ἥλιος (Hélios), che significa "sole". La scoperta di Lockyer fu infine confermata negli anni novanta del XIX secolo.
Per favorire la trasmissione di idee tra una disciplina scientifica e l'altra fondò nel 1869 la rivista scientifica Nature, di cui rimase l'editore fino a poco prima della sua morte.
Lockyer inoltre fu il primo a convincersi che Stonehenge ed altri cerchi di pietre fossero legati a scopi astronomici, e questo diede un impulso decisivo alle ricerche in queste aree nel corso del XX secolo. Per questa ragione fu definito anche "il padre dell'archeoastronomia."
Prima di ritirarsi a vita privata nel 1911, Lockyer fondò un osservatorio vicino alla sua casa a Salcombe Regis, nel Devon. In origine chiamato Hill Observatory, il sito fu ribattezzato Norman Lockyer Observatory dopo la sua morte. Per un certo periodo l'osservatorio fece parte dell'Università di Exeter, ma ora è di proprietà dell'East Devon District Council ed è gestito dalla Norman Lockyer Observatory Society.
Il cratere Lockyer sulla Luna e l'omonimo su Marte sono così chiamati in suo onore.

## Opere
- Elementary Lessons in Astronomy (1868-94)
- Questions on Astronomy (1870)
- Contributions to Solar Physics (1873)
- Star-Gazing, Past and Present (1877)
- Studies in Spectral Analysis (1878)
- Report to the Committee on Solar Physics on the Basic Lines Common to Spots and Prominences (1880)
- The Movements of the Earth (1887)
- The Chemistry of the Sun (1887)
- The Meteorite Hypothesis (1890)
- The Dawn of Astronomy (1894)
- The Sun's Place in Nature (1897)
- Recent and Coming Eclipses (1900)
- Inorganic Evolution as Studied by Spectrum Analysis (1900)
- The Influence of Brain Power in History (1903)
- Astronomia, Milano, Ulrico Hoepli, 1904
- Stonehenge and Other British Stone Monuments Astronomically Considered (1906; second edition, 1909)
- Education and National Progress: Essays and Addresses, 1870-1905 (1907)
- Surveying for Archœologists (1909)
- Tennyson as a Student and Poet of Nature (1910)